# Jakub Kosowski
Jakub Kosowski (ur. 26 grudnia 1982 w Bytomiu) – polski tenisista stołowy. Członek kadry narodowej i olimpijskiej mężczyzn w Polsce w tenisie stołowym. W sezonie 2016/2017 Kosowski występował w PKS Kolpingu Jarosław.
- Styl gry: praworęczny, obustronny atak topspinowy blisko stołu

Sprzęt:
- Deska: Michael Maze Passion (OFF-)
- Okładziny: Tenergy 05 (grubość podkładu: 2.1mm; po obu stronach)

Osiągnięcia:
- Wicemistrz Francji z Pontoise Cergy (sezon 2012/2013)
- Zdobywca Pucharu Niemiec i Pucharu ETTU z SV Plüderhausen (sezon 2008/2009)
- 1. miejsce w German Open z cyklu ITTF Pro Tour w turnieju drużynowym z reprezentacją Polski w 2008
- 2-krotny srebrny medalista Mistrzostw Polski w grze podwójnej w parze z Jarosławem Tomickim (2008, 2009)
- Brązowy medalista Mistrzostw Europy w turnieju drużynowym w 2007
- Mistrz Polski w grze pojedynczej w 2006
- Dwukrotny Mistrz Polski w grze mieszanej w parze z Xu Jie w 2006 i Darią Łuczakowską z 2012
- Zwycięzca turnieju ITTF Pro Tour Polish Open U-21 w grze pojedynczej w 2004
- 4-krotny mistrz Polski w rozgrywkach ekstraklasy mężczyzn z zespołem LKS Odra Roeben Głoska Księginice w 2002, 2003, 2004 i w 2005
- 2-krotny mistrz Europy Juniorów w turnieju drużynowym (razem z Godlewskim, Danielem Górakiem, Bartoszem Suchem i Matuszewskim) w 1999 i 2000